# Wahlkreis Zschopau – Annaberg II
Der Wahlkreis Zschopau – Annaberg II war ein Landtagswahlkreis zur Landtagswahl in Sachsen 1990, der ersten Landtagswahl nach der Wiedergründung des Landes Sachsen. Er hatte die Wahlkreisnummer 67.
Der Wahlkreis umfasste alle Städte und Gemeinden des Landkreises Zschopau sowie Teile des Landkreises Annaberg: Börnichen/Erzgeb., Drebach, Ehrenfriedersdorf, Falkenbach, Gehringswalde, Gelenau/Erzgeb., Geyer, Gornau/Erzgeb., Grießbach, Großolbersdorf, Herold, Hilmersdorf, Hohndorf, Hopfgarten, Jahnsbach, Krumhermersdorf, Neundorf, Scharfenstein, Schlößchen/Erzgeb., Schönbrunn, Schönfeld, Streckewalde, Tannenberg, Thum, Venusberg, Waldkirchen/Erzgeb., Weißbach, Wiesa, Wiesenbad, Witzschdorf, Wolkenstein und Zschopau.
Für die Landtagswahlen 1994 wurde auch infolge der Kreisreform die Wahlkreisstruktur verändert, zudem wurde die Zahl der Wahlkreise von 80 auf 60 verringert. Das Gebiet des Wahlkreises Zschopau – Annaberg II wurde analog der Kreisreform aufgeteilt. Da der Landkreis Zschopau im Mittleren Erzgebirgskreis aufging, wurden die entsprechenden Städte und Gemeinden Teil des Wahlkreises Mittleres Erzgebirge. Die Orte Geyer, Neundorf, Schönfeld, Tannenberg, Wiesa, Wiesenbad des alten Landkreises Annaberg gingen im neuen, größeren Landkreis Annaberg auf und wurden dementsprechend Teil des Wahlkreises Annaberg.

## Ergebnisse
Die Landtagswahl 1990 fand am 14. Oktober 1990 statt und hatte folgendes Ergebnis für den Wahlkreis Zschopau – Annaberg II:
| Direktkandidat | Partei (Kürzel) | Erststimmen (%) | Zweitstimmen (%) |
| -------------- | --------------- | --------------- | ---------------- |
|                | DA              | -               | 00,5             |
| Eckhard Börner | CDU             | 57,3            | 61,4             |
|                | Chr. L          | -               | 01,2             |
|                | DBU             | -               | 00,4             |
|                | DSU             | 5,2             | 03,1             |
|                | F.D.P.          | 06,7            | 05,1             |
|                | LL-PDS          | 07,7            | 07,2             |
|                | NPD             | -               | 00,7             |
|                | FORUM           | 09,4            | 04,6             |
|                | RAP             | -               | 00,1             |
|                | SHB             | -               | 00,1             |
|                | SPD             | 13,7            | 15,7             |

Es waren 50.126 Personen wahlberechtigt. Die Wahlbeteiligung lag bei 81,0 %. Von den abgegebenen Stimmen waren 3,0 % ungültig. Als Direktkandidat wurde Eckhard Börner (CDU) gewählt. Er erreichte 57,3 % aller gültigen Stimmen.